# مارتن أوغسطين ناب
مارتن أوغسطين ناب (بالإنجليزية: Martin Augustine Knapp)‏ (و. 1843 – 1923 م) هو قاضي من الولايات المتحدة الأمريكية .